# 真っ赤な糸/藍より青く
「真っ赤な糸/藍より青く」（まっかないと / あいよりあおく）は、日本のバンドPlastic Treeの24枚目のシングルである。2007年5月16日発売。発売元はユニバーサルミュージック。

## 概要
- 通常盤、通常盤・初回プレス、初回限定盤の3種リリース。通常盤・初回プレスにはプレゼントキャンペーンの応募券付。
- PV監督は竹内大輔。

## 収録曲

### 通常盤
1. 真っ赤な糸(4:29)
作詞：有村竜太朗、作曲：長谷川正、編曲：明石昌夫
2. 藍より青く(4:57)
作詞：有村竜太朗、作曲：長谷川正、編曲：明石昌夫
3. 真っ赤な糸～Instrumental～(4:29)
4. 藍より青く～Instrumental～(4:57)
5. 割れた窓（パイロット版～1997 DEMO TAPE） (3:27)

### 初回限定盤
CD
1. 真っ赤な糸
2. 藍より青く
3. 真っ赤な糸～Instrumental～
4. 藍より青く～Instrumental～

DVD
1. スピカ Music Video
2. 真っ赤な糸 Music Video
3. 真っ赤な糸 Making

## 楽曲の収録アルバム
オリジナル
- 『ネガとポジ』（#1、ネガとポジ版、通常盤のみ収録）

ベスト
- 『ゲシュタルト崩壊』（#1）
- 『B面画報』（#2）

## タイアップ
- TBS系『クチコミ』4月・5月度エンディングテーマ（#2）